# Gehörnte Puffotter

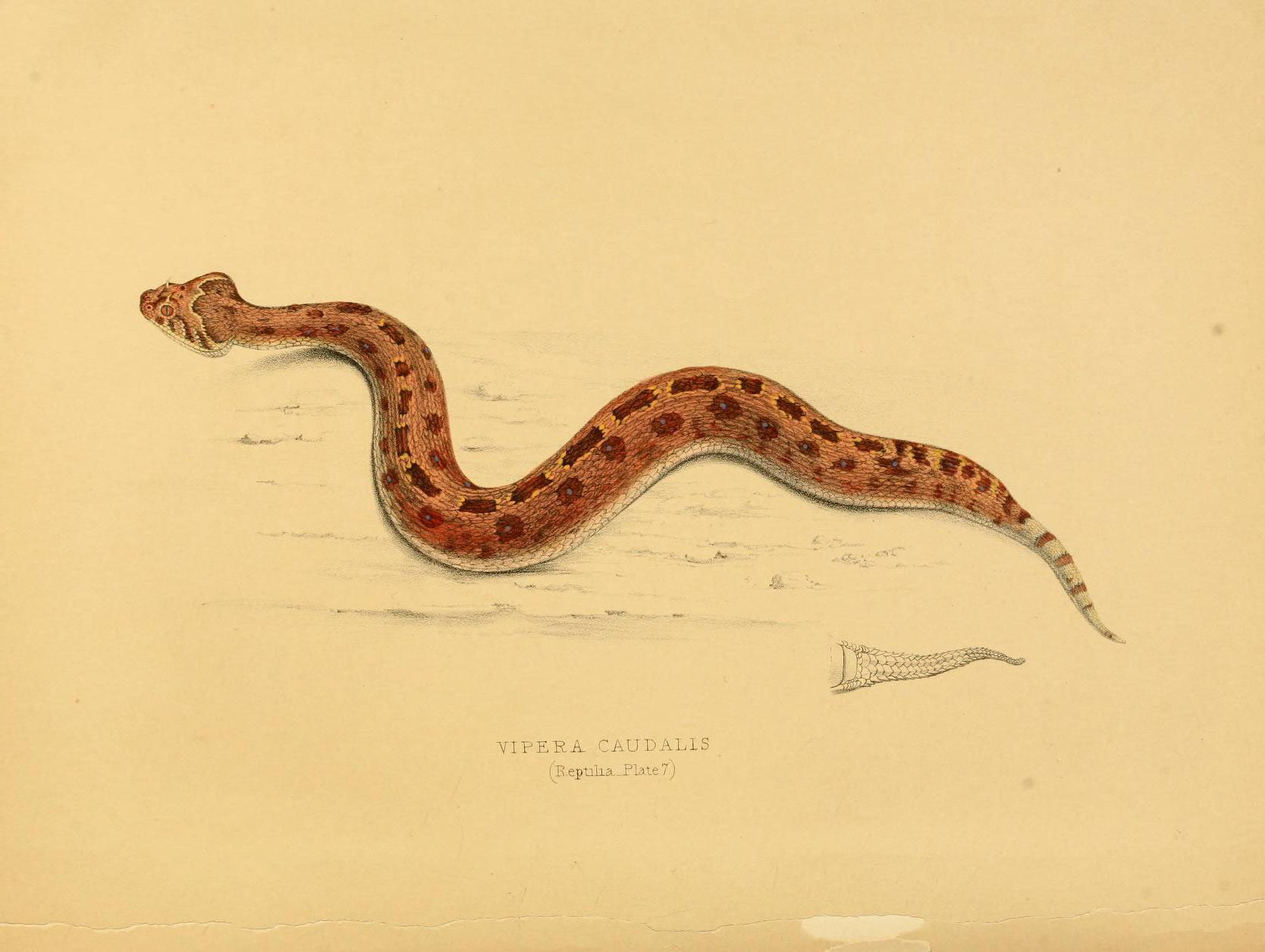
Gehörnte Puffotter, Illustration

Die Gehörnte Puffotter (Bitis caudalis) zählt innerhalb der Familie der Vipern (Viperidae) zur Gattung der Puffottern (Bitis). Wissenschaftlich beschrieben wurde die Art im Jahre 1839 von dem britischen Zoologen Andrew Smith. Es sind keine Unterarten bekannt.

## Merkmale
Die Gehörnte Puffotter weist einen kurzen und gedrungenen Körperbau mit gekielten Schuppen auf, der dreieckige Kopf setzt sich deutlich vom Körper ab. Mit Körperlängen zwischen 25 und 40, selten bis fast 60 cm zählt sie zu den kleinsten Vertretern ihrer Gattung. Bitis caudalis hat auffällige Augen mit vertikal geschlitzten Pupillen. Über den Augen trägt sie jeweils einen kurzen und meist spitzen, hornartigen Schuppendorn. Die Färbung variiert stark je nach Verbreitungsgebiet. So werden in Namaqualand in Südafrika meistens Tiere gefunden, deren Orangeanteil überwiegt. Die Zeichnung, bestehend aus Rücken- und Seitenflecken sowie einer mehr oder weniger auffälligen Kopfzeichnung, variiert ebenfalls stark in Farbe und Intensität.
Ähnliche Arten sind die Büschelbrauenotter (Bitis cornuta), die Puffotter (Bitis arietans) sowie Bitis inornata.

## Verbreitung und Lebensraum
Die Gehörnte Puffotter ist im südlichen Afrika in Namibia, Südafrika, Simbabwe und Botswana sowie im südlichen Angola und im südlichen Sambia nachgewiesen. Ihr Lebensraum sind sandige Wüsten und karge Savannen.

## Lebensweise
Die Gehörnte Puffotter ist eine „typische“ Wüstenviper. Sie ist dämmerungs- und nachtaktiv, bodenbewohnend und verbringt den Tag oft eingerollt unter Büschen, Sukkulenten oder eingegraben im Sand. Tagsüber lauert sie eingegraben bis auf die Oberseite des Kopfes im Bodensubstrat auf Beute, nachts wird auch aktiv gejagt. Die Beute wird mit einem Giftbiss gelähmt. Die Beute besteht vor allem aus kleinen Echsen, aber auch Frösche sowie Vögel und Kleinsäuger werden erbeutet. Die Viper kann sich seitenwindend fortbewegen und ist dem Menschen gegenüber kaum aggressiv. Bitis caudalis ist ovovivipar, sie entwickelt nach der Paarung also Embryonen in dünnschaligen Eihüllen, diese schlüpfen jedoch bereits während der Eiablage und kommen lebend zur Welt. Ein Wurf umfasst meist 3 bis 8, maximal bis 27 Jungschlangen. Die Jungtiere ernähren sich unter anderem ebenfalls von kleinen Eidechsen, zum Beispiel Geckos.

## Schlangengift
Die Gehörnte Puffotter produziert ein Schlangengift mit einem präsynaptisch wirkenden Neurotoxin (das sogenannte Caudoxin, ein Enzym vom Typ Phospholipase A2), und myotoxischen (Muskelzellen zerstörende) Eigenschaften. Die Symptome nach einem Biss beschränken sich meist auf lokale Schmerzen, Schwellungen und lokale Nekrosen, Todesfälle sind nicht bekannt. 